# 伊蒂拉皮纳
伊蒂拉皮纳是巴西圣保罗州的一个市镇。总面积564.261平方公里，总人口14829人，人口密度26.3人/平方公里。